# Željeznička pruga Beograd – Šid
Beograd – Šid dvokolosiječna je željeznička pruga koja prolazi kroz Srijem. Dio je bivšeg paneuropskog koridora koji je povezivao srednju i jugoistočnu Europu. Pruga je dio rute Orient Expressa.